# Avani Lekhara
Avani Lekhara (8 de noviembre de 2001) es una deportista india que compite en tiro adaptado. Ganó tres medallas en los Juegos Paralímpicos de Verano, en los años 2020 y 2024.

## Palmarés internacional
| Juegos Paralímpicos | Juegos Paralímpicos | Juegos Paralímpicos | Juegos Paralímpicos               |
| Año                 | Lugar               | Medalla             | Prueba                            |
| ------------------- | ------------------- | ------------------- | --------------------------------- |
| 2020                | Tokio (Japón)       | Medalla de oro      | Rifle de aire de pie 10 m SH1     |
| 2020                | Tokio (Japón)       | Medalla de bronce   | Rifle en tres posiciones 50 m SH1 |
| 2024                | París (Francia)     | Medalla de oro      | Rifle de aire de pie 10 m SH1     |